# Кроуфорд-Ромо, Кэндис
Кэ́ндис Ло́рен Кро́уфорд-Ро́мо (англ. Candice Loren Crawford-Romo; 16 декабря 1986, Лаббок, Техас, США) — американская фотомодель и журналистка. Победительница конкурса красоты «Мисс Миссури-2008». Младшая сестра актёра Чейса Кроуфорд

## Личная жизнь
С 28 мая 2011 года Кэндис замужем за игроком в футбол на позиции квотербека Тони Ромо, с которым она встречалась 21 месяц до их свадьбы. У супругов есть три сына: Хоукинс Кроуфорд Ромо (род. 09.04.2012), Риверс Ромо (род. 18.03.2014) и Джонс МакКой Ромо (род. 23.08.2017).